# Caletto I
Caletto I (* 21. Februar 1975 bei Glückstadt, † Januar 2001) war ein Holsteinerhengst, ein ehemaliges Springpferd und ein bedeutender Zuchthengst.
Calettos Vater ist der Holsteiner Jahrhunderthengst Cor de la Bryère, seine Mutter Deka zählt zu den erfolgreichsten Zuchtstuten der Holsteiner Zucht.

## Frühe Jahre
Gezüchtet wurde Caletto I von Klaus Martin Both aus Herzhorn. Als Fohlen wurde Caletto vom Holsteiner Verband gekauft und wuchs in dessen Obhut auf.
Seine Erstkörung am 1. Januar 1977 in Neumünster durch den Holsteinischen Zuchtverband war für viele Züchter umstritten. Aufgrund seiner Springmanier wurde er allerdings bereits vor der Körung an Clemens von Nagel verpachtet, bei dem er ein Jahr deckte. Im Herbst 1978 legte er seine Hengstleistungsprüfung in Medingen ab, bei der er den 17. Platz bei dreißig Teilnehmern belegte.

## Caletto I im Sport
1982 startete er unter Michael Rüping in seinen ersten internationalen Prüfungen.
Ein Jahr später gewann das Paar mit der Mannschaft die Bronzemedaille bei den Europameisterschaften in Hickstead. Zumal war er 1983 das erfolgreichste Nationenpreispferd sowie erfolgreichstes Springpferd beim CSIO in Genf. In diesem Jahr war er zudem erfolgreich beim Springchampionat von Aachen sowie den Großen Preisen in Aachen, der Schweiz, Genf und Calgary.
1984 waren sie erfolgreich im Großen Preis von Aachen und 1985 im Siegerpreis von Stuttgart.
Insgesamt gewann Caletto I 51995 € an Preisgeldern während seiner Karriere als Springpferd.

## Caletto I als Vererber
Zwar war Caletto I ein sehr erfolgreiches Sportpferd, bedeutender noch war er als Zuchthengst: 19 seiner Söhne wurden ihrerseits als Zuchthengste gekört. Unter den 103 eingetragenen Zuchtstuten befanden sich jedoch lediglich vier Stuten, die eine Staatsprämie erhielten.
Seinen Einsatz als Zuchthengst hatte er zunächst auf der Deckstation Langenhagen in Schleswig-Holstein, 1987, 1988 und von 1990 bis 1999 auf der Deckstation Schönwalde. 1989 war Caletto I auf der Deckstation von Michael Rüping in Breitenburg. Caletto I war als Zuchthengst zugelassen in den Landesverbänden Holstein, Hannover, Rheinland und Oldenburg.
Nach einer Verletzung im Genitalbereich wurde festgestellt, dass Caletto I zeugungsunfähig war, und er wurde daraufhin von dem Springreiter Michael Rüping gekauft. Nachdem Caletto II, Vollbruder von Caletto I, nach nur vier Jahren Deckeinsatz verstarb, bat der Holsteiner Verband Rüping um eine erneute Spermauntersuchung des Hengstes. Dabei stellte sich heraus, dass seine Spermaqualität wieder in Ordnung war, worauf Rüping sich bereit erklärte, den Hengst wieder zur Zucht zur Verfügung zu stellen.
Caletto I hatte in seinem letzten Lebensjahr 2000 einen Zuchtwertindex Springen von 144 und belegte damit den dritten Platz hinter seinem Vollbruder Caletto II in der Kategorie Spring-Zuchtwerte, sein Sohn Cantus führte die Liste auf Platz 1 an.
Zwei seiner Söhne nahmen an den Olympischen Spielen 2000 in Sydney teil:
- Calvaro Z, gekörter Hengst, Reiter: Michael Whitaker
- Opstalan Roofs, Reiter: Jan Tops